# 国債報償運動
国債報償運動（こくさいほうしょううんどう）は、大韓帝国国民の自主的な募金活動によって、日本からの借金を返済し、ひいては経済的独立を守ろうとした運動。

## 概要
日清戦争以後、大韓帝国政府は日本から巨額の借款を受け入れて、近代化を推し進めようとした。1907年に大邱の書籍店社長・金光済は、経済的隷属に繋がると危機感を抱き、大韓帝国政府が借りた総額1300万円を募金で返還する運動を始めた。金光済らは、「タバコを購入する代わりに国債を報償しよう」と喫煙廃止を主唱した。大韓帝国国民2000万人が1ヶ月あたり20銭を消費するタバコの喫煙を止めれば、3ヶ月で優に1300万円を返済することが出来るというのである。この運動は大きな反響を呼び、ソウル新聞や帝国新聞などの賛同によって全国的に波及。タバコを止める人が大勢出現した。同時に募金活動も行われ、一時は16万4200円も集まった。
ところが、この運動に賛同しながら影でこっそりとタバコを吸ったり、募金を着服する不祥事が発覚した。また、運動の中心人物であった新聞社経営のイギリス人アーネスト・ベセルが資金を横領した。日本が梁起鐸を拘束し妨害したという俗説もあるが、そもそも銀行に預けている募金が減っていることを日本に調査依頼したのは朝鮮側であり、また銀行の口座を管理していた梁起鐸の裁判において「ベセルが横領した」ことが明白になったため、日本の妨害という主張はあたらない。なおベセルは募金の件については、誰からも訴追を受けていない。しかし、ベセルは朝鮮において自身の経営する新聞に於いて過激な主張を行い、日本が訴追したイギリスの領事裁判に於いてイギリスの法律を違反している件で、敗訴している。そのため、この運動はいつしか立ち消えとなった。抗日運動家の安重根も当時、この運動に呼応して平壌に作られた国債報償期成会関西支部長に就任して活動した。
大邱にはこの運動を記念した国債報償運動記念公園（ko:국채보상운동기념공원）がある。

## 参考資料
- 『統監府政況報告ならびに雑報』（アジア歴史資料センターレファレンスコード：B03041513600およびB03041513800より）